# Madaura
Madaura o Madaurus fue una ciudad y una antigua diócesis de la Iglesia católica de la antigua provincia romana de Numidia.
Fue anexionada al reino de Syphax al final de la segunda guerra púnica por Masinisa. Se convirtió en una colonia romana al final del primer siglo y fue famosa por sus escuelas. Fue la ciudad nativa de Apuleyo. Agustín de Hipona estudió allí. En la lista de mártires cristianos, Madaura figura entre las ciudades donde vivieron muchos de ellos.
Se conocen tres obispos de esa diócesis: Antigonus, que celebró el Concilio de Cartago en el 349; Placentius, que celebró el del 407 y la conferencia del 411; y Pudentius, que tuvo que exiliarse a causa del rey vándalo Hunerico junto a otros obispos presentes en la conferencia del 484.
Las ruinas de Madaura se encuentran cerca de Mdaouroch, en la actual Argelia. En las mismas se han localizado numerosas inscripciones cristianas, un mausoleo romano, los restos de una fortaleza bizantina y una basílica cristiana.

## Episcopologio
- El franciscano León Bonaventura de Uriarte Bengoa (1940-1970), vicario apostólico de San Ramón en el Perú.[1]